# 寺井村
寺井村（てらいむら）は石川県能美郡にあった村。現在の能美市寺井町にあたる。

## 歴史
- 1889年（明治22年）4月1日 - 町村制の施行により、寺井村の区域をもって、寺井村が発足する。
- 1907年（明治40年）8月5日 - 湯野村、長野村及び寺井村が合併して、寺井野村が発足する。

## 交通

### 鉄道路線
後に北陸鉄道能美線の本寺井駅・自動車連絡駅・寺井西口駅が所在したが、当時は未開業。